# Логан Лерман
Логан Вејд Лерман (енгл. Logan Wade Lerman; Беверли Хилс, 19. јануар 1992) амерички је глумац, познат по улози Персија Џексона у фантастичним филмовима Перси Џексон. Током 1990-их глумио је у рекламама, након чега је глумио у серији Џек и Боби (2004—2005) и филмовима Ефекат лептира (2004) и Звук сове (2006).

## Детињство и младост
Лерман је рођен у Беверли Хилсу, у Калифорнији. Његова мајка, Лиса (девојачко Герман), ради као његова менаџерка, а отац, Лари Лерман, предузетник је и ортотичар. Има старију сестру и млађег брата.
Лерман је Јевреј и имао је церемонију бар мицве. Његови бабе и деде рођени су у четири различите земље. Његов деда по оцу, Макс Лерман, рођен је у Берлину, 1927. године, у пољској и јеврејској породици; напустили су Немачку 1930-их, због нацистичког режима, и живели у Шангају до краја Другог светског рата. Његова баба по оцу, Мина (Шварц), рођена је у Мексико Ситију у руској и јеврејској породици. Његов деда по мајци био је пољски и јеврејски имигрант, а баба по мајци рођена је у Лос Анђелесу, такође у јеврејској имигрантској породици. По мајчиној страни, рођак је певача и близанаца Евана и Џерона Ловенштајна.
Лерман је изјавио за себе да је „црна овца” у својој породици јер је глумац, док је већина окренута ка медицини. Његова породица поседује и води предузеће за ортотику и протетику коју је основао његов прадеда 1915. године.

## Филмографија

### Филм
| Година | Српски назив                 | Изворни назив | Улога                      | Напомене                 |
| ------ | ---------------------------- | ------------- | -------------------------- | ------------------------ |
| 2000.  | Патриота                     |               | Вилијам Мартин             |                          |
| 2000.  | Шта жене желе                |               | млади Ник Маршал           |                          |
| 2001.  | Момци мог живота             |               | Џејсон (са 9 година)       |                          |
| 2004.  | Ефекат филм                  |               | Еван Треборн (са 7 година) |                          |
| 2006.  | Звук сове                    |               | Рој Еберхарт               |                          |
| 2007.  | Упознајте Била               |               | дете                       |                          |
| 2007.  | Број 23                      |               | Робин Спароу               |                          |
| 2007.  | У 3.10 за Јуму               |               | Вилијам Еванс              |                          |
| 2009.  | Гејмер                       |               | Сајмон Силвертон           |                          |
| 2009.  | Моје једино                  |               | Џорџ Деверо (са 15 година) |                          |
| 2010.  | Перси Џексон: Крадљивац муње |               | Перси Џексон               |                          |
| 2011.  | Три мускетара                |               | Д’Артањан                  |                          |
| 2012.  | Чарлијев свет                |               | Чарли Келмекис             |                          |
| 2013.  | Перси Џексон: Море чудовишта |               | Перси Џексон               |                          |
| 2013.  | Заглављени у љубави          |               | Лу                         |                          |
| 2014.  | Бес                          |               | Норман Елисон              |                          |
| 2014.  | Ноје                         |               | Хам                        |                          |
| 2016.  | Огорчење                     |               | Маркус Меснер              | такође извршни продуцент |
| 2017.  |                              |               | Сидни Хол                  |                          |
| 2018.  |                              |               | Роберт Конрој              | гласовна улога           |
| 2019.  | Крај казне                   |               | Шон Фогл                   |                          |
| 2020.  | Ширли                        |               | Фред Немсер                |                          |

### Телевизија
| Година     | Српски назив | Изворни назив | Улога           | Напомене              |
| ---------- | ------------ | ------------- | --------------- | --------------------- |
| 2003.      |              |               |                 | ТВ филм               |
| 2003.      |              |               | Лук Чандлер     |                       |
| 2003.      |              |               | Боби Џасто      | епизода: „Лоша земља” |
| 2004—2005. | Џек и Боби   |               | Боби Макалистер | главна улога          |
| 2020—данас | Ловци        |               | Џона Хајделбаум | главна улога          |